# Thuyền nhân Việt Nam

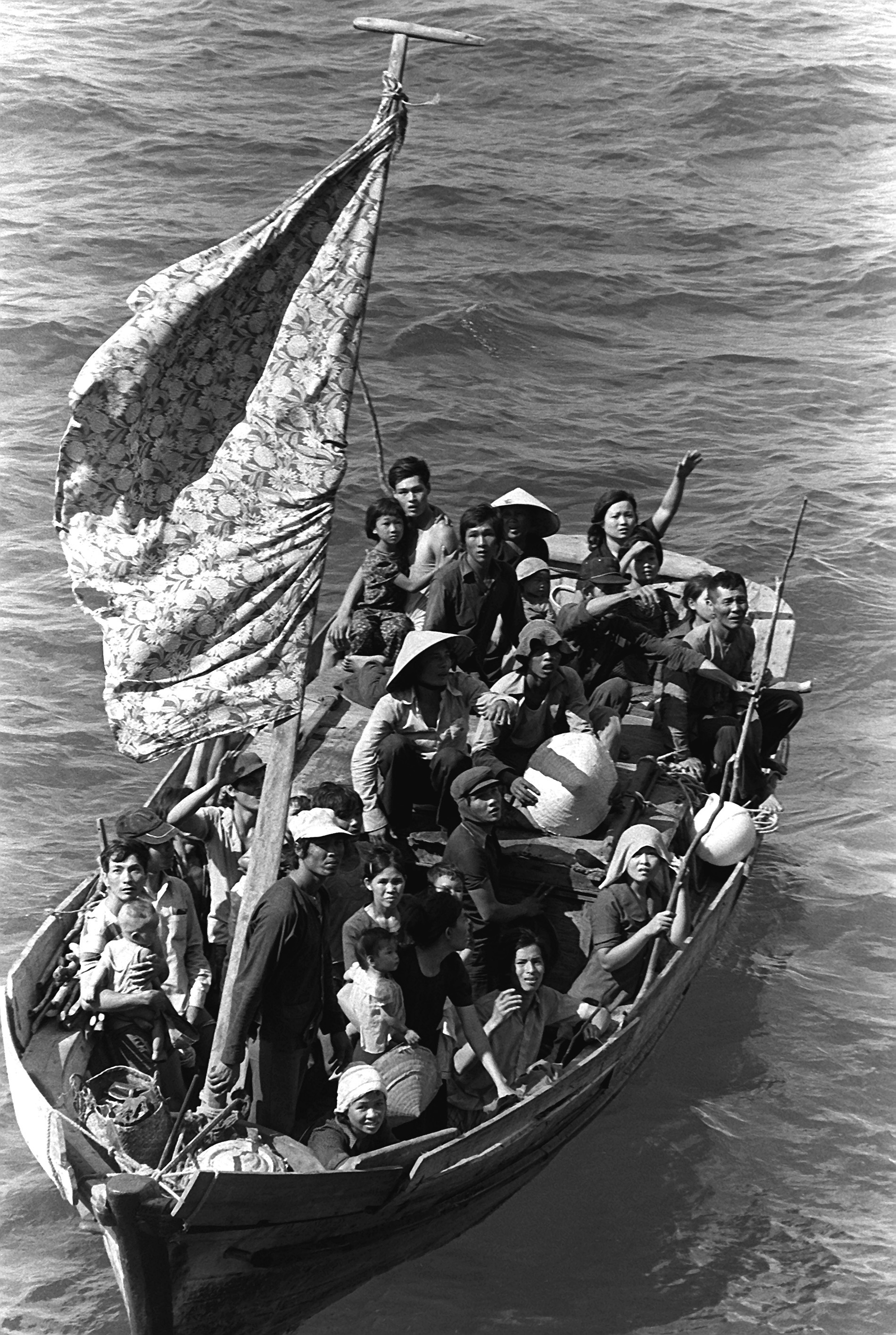
Một nhóm người vượt biển trên một con thuyền nhỏ

Bà mẹ và 3 đứa con được đưa lên tàu chở dầu Wabash

Thuyền nhân Việt Nam là hiện tượng gần một triệu người, vượt biên khỏi Việt Nam bằng đường biển bắt đầu sau khi chính phủ Việt Nam Cộng hòa đầu hàng Chính phủ Cách mạng lâm thời Cộng hòa miền Nam Việt Nam, diễn ra cao điểm vào năm 1978–1979 (năm diễn ra chiến tranh biên giới Tây Nam và chiến tranh biên giới Việt – Trung) và tiếp diễn cho đến giữa thập niên 1980. Đến năm 1999, vẫn còn một số người Việt vượt biển đến Hồng Kông với hy vọng tìm kiếm thu nhập cao hơn, trong khi nhiều trại tị nạn ở Đông Nam Á vẫn chưa giải quyết hết những trường hợp tồn đọng. Cuối cùng, Indonesia đóng cửa trại tị nạn ở Galang năm 1996, Thái Lan năm 1997, Philippines năm 1997, Hồng Kông năm 2000. Năm 2001, Cao ủy Liên Hợp Quốc về người tị nạn chính thức dẹp bỏ trại tị nạn cuối cùng đặt tại Malaysia, chấm dứt 21 năm Cao ủy Tị nạn hợp tác ở nước này để giúp người vượt biển đến từ Việt Nam.

## Bối cảnh
Cuối tháng 4 năm 1975, thất bại của Hoa Kỳ tại Việt Nam đã trở nên rõ ràng. Do sợ nhiều người Mỹ sẽ bị thương vong bởi chiến sự đã tới gần Sài Gòn, các cơ quan Hoa Kỳ đã tổ chức nhiều đợt rời khỏi Việt Nam cho các nhân viên, gia đình nhân viên các sứ quán và công ty nước ngoài. Bắt đầu từ ngày 29 tháng 4 năm 1975, Tổng thống Hoa Kỳ Gerald Ford đã chính thức ra lệnh khởi động chương trình "Frequent Wind" để di tản quân nhân, nhân viên dân sự Hoa Kỳ và một số người Việt đã từng cộng tác hay có liên hệ với chính phủ Hoa Kỳ và chính phủ Việt Nam Cộng hòa để rời khỏi Việt Nam. Cùng thời điểm này, nhiều người Việt ở miền Nam từng cộng tác với Hoa Kỳ cũng đã quyết định di tản theo chương trình trên nhưng có thể bằng phương tiện riêng, họ di tản do sợ cảnh "tắm máu" và trả thù của đối phương. Chương trình di tản "Frequent Wind" trên nguyên tắc chỉ kéo dài từ 3 giờ 30 chiều ngày 29 tháng 4 đến đúng 21 giờ ngày 30 tháng 4 năm 1975 – khi người lính Mỹ cuối cùng được trực thăng bốc khỏi Sài Gòn và trụ sở của Sở Tùy viên Quốc phòng (Defence Attachés Offfice – DAO) của Hoa Kỳ bị Thủy quân lục chiến Hoa Kỳ cho phá nổ.
Sau ngày 30 tháng 4 năm 1975, có rất nhiều người từ Campuchia, Lào – nhưng đông nhất là từ Việt Nam – đã tìm cách vượt biên bằng thuyền sang các nước khác. Tại Việt Nam, cuộc cải tạo công thương nghiệp và hợp tác hóa nông nghiệp, hàng trăm ngàn quân nhân chế độ Sài Gòn đi học tập cải tạo, chính sách đề phòng và cách ly của Việt Nam đối với Hoa kiều do căng thẳng ngoại giao với Trung Quốc, các hoạt động phá hoại của FULRO... đã gây ra nhiều xáo trộn. Tại Campuchia, chế độ diệt chủng Khmer Đỏ đã giết hại hàng trăm ngàn Việt kiều sống tại đây và cho quân tấn công vào Việt Nam, ở phía Bắc quân Trung Quốc cũng tấn công vào các tỉnh biên giới, chiến tranh nổ ra khiến nhiều người Việt và Hoa kiều tìm cách vượt biên để tránh chiến tranh. Theo thống kê thì 3 năm 1978–1980 (thời kỳ diễn ra chiến tranh biên giới Tây Nam và chiến tranh biên giới phía Bắc là những năm có số người vượt biên nhiều nhất).
| Số liệu thuyền nhân Việt Nam cập bến và ghi danh theo Cao ủy Tị nạn Liên Hợp Quốc | Số liệu thuyền nhân Việt Nam cập bến và ghi danh theo Cao ủy Tị nạn Liên Hợp Quốc |
| Năm                                                                               | Số lượng                                                                          |
| --------------------------------------------------------------------------------- | --------------------------------------------------------------------------------- |
| 1975                                                                              | 378                                                                               |
| 1976                                                                              | 5.247                                                                             |
| 1977                                                                              | 15.690                                                                            |
| 1978                                                                              | >62.000                                                                           |
| 1979                                                                              | 211.518                                                                           |
| 1980                                                                              |                                                                                   |

Theo Cao ủy Tị nạn Liên Hợp Quốc (UNHCR) thì trong khoảng thời gian 20 năm từ 1975 đến 1995 có 796.310 người từ Việt Nam vượt biên bằng đường biển. Cũng theo số liệu của tổ chức này, trong khoảng thời gian 1975–1995 đã có 849.228 người từ Đông Dương vượt biên bằng đường biển hoặc đường bộ (tính cả người Campuchia).
Theo quan điểm của chính quyền Việt Nam thì việc vượt biên là do các thế lực đế quốc thù địch với Việt Nam (ngầm chỉ Mỹ và Trung Quốc) muốn phá hoại làm suy yếu đất nước, hòng mở cuộc gây hấn với Việt Nam. Âm mưu này theo Việt Nam cùng khuôn mẫu với cuộc di cư vào Nam năm 1954 do CIA tuyên truyền khiến hơn 800.000 người rời miền Bắc. Hà Nội cũng cho rằng thế lực thù địch với họ cũng lợi dụng tình trạng vượt biên để tìm cách đưa người, tiền bạc và vũ khí về Việt Nam để tài trợ các tổ chức chống lại chính quyền.

### Vấn đề Hoa kiều tại Việt Nam sau năm 1975
Trước năm 1975, ở miền Nam, Hoa kiều kiểm soát gần như toàn bộ các vị trí kinh tế quan trọng, và đặc biệt nắm chắc 3 lĩnh vực quan trọng: sản xuất, phân phối và tín dụng. Đến cuối năm 1974, họ kiểm soát hơn 80% các cơ sở sản xuất của các ngành công nghiệp thực phẩm, dệt may, hóa chất, luyện kim, điện... và gần như đạt được độc quyền thương mại: 100% bán buôn, hơn 50% bán lẻ và 90% xuất nhập khẩu.
Tháng 1 năm 1976, chính phủ Việt Nam ra lệnh cho người Hoa ở miền Nam phải đăng ký quốc tịch. Đa số người Hoa vẫn đăng ký là "quốc tịch Trung Quốc" mặc dù có những người đã từng chuyển sang quốc tịch Việt Nam từ những năm 1956–1957. Tháng 2 năm đó, người Hoa được lệnh đăng ký lại quốc tịch với chính phủ mới. Những người Hoa không chịu đăng ký quốc tịch Việt Nam mà vẫn tiếp tục đăng ký quốc tịch Trung Quốc sau đó bị mất việc và giảm tiêu chuẩn lương thực. Cuối năm đó, tất cả các tờ báo tiếng Hoa bị đóng cửa, tiếp theo là các trường học của người Hoa. Với những hành động này, chính phủ Việt Nam đã lờ đi thỏa thuận rằng sau khi thống nhất sẽ tham khảo ý kiến của Trung Quốc về vấn đề người Hoa ở Việt Nam. Chính sách của Việt Nam năm 1976 đã bị ảnh hưởng bởi thay đổi nhanh chóng của mối quan hệ giữa Việt Nam và Trung Quốc, với nỗi e ngại rằng Trung Quốc có thể sử dụng Hoa kiều để ép Việt Nam theo các chính sách của mình. Vấn đề Hoa kiều được chính phủ Việt Nam xem là một thử thách đối với chủ quyền quốc gia hơn là một vấn đề nội bộ đơn giản.
Từ tháng 4 năm 1978 đến mùa hè năm 1979, 250.000 người gốc Hoa vượt biên sang Trung Quốc qua biên giới phía Bắc. Vào năm 1980, số người vượt biên sang Trung Quốc đạt 260.000 người.
Sau khi làn sóng người Hoa vượt biên kết thúc, đến năm 1989, số người Hoa tại Việt Nam đã giảm từ 1,8 triệu (năm 1975) xuống còn 900.000. Người Hoa không còn là thế lực kiểm soát nền kinh tế Việt Nam như trước nữa, và các phong tục, ngôn ngữ gốc Hoa của họ đã mất đi phần lớn. Đây là một ngoại lệ hiếm hoi so với những nước Đông Nam Á khác: người Hoa đã gần như bị đồng hóa bởi người Việt. Mặc dù số đông người Việt có thể phản đối hành vi của Trung Quốc ở Biển Đông, nhưng không ai nghĩ đến việc trả thù gia đình thương gia gốc Hoa.

## Tổ chức vượt biên
Người vượt biên có bốn cách ra đi:
1. Đi lậu, tức là tự kiếm cách ra đi bằng cách giả dạng dân chài ra khơi lúc ban mai rồi chạy thẳng ra hải phận quốc tế.
2. Mua bãi, tức là hối lộ nhà chức trách địa phương quản lý vùng sông biển để họ làm ngơ mà có nơi tập hợp trước khi ra khơi, có nơi giá khoảng 6 lạng vàng.
3. Đi bán chính thức, tức mua vé từ giới chức cấp tỉnh. Người tổ chức thu tiền rồi đứng ra mua tàu, xăng dầu, v.v. với giá khoảng 12 lạng vàng mỗi đầu người. Ngoài ra, người vượt biên phải nộp lại văn tự nhà cửa cho Ủy ban địa phương.
4. Đi đăng ký chính thức, tức ghi danh với chức trách trung ương. Cách này dành riêng cho Hoa kiều, có văn phòng đăng ký ở Sài Gòn. Người xuất cảnh phải nộp sổ gia đình và 12 lạng vàng để mua vé và trang trải chi phí đi lại. Phương tiện chuyên chở cho hạng này là tàu chở khách cỡ lớn, chứa được cả ngàn người, rời bến Bạch Đằng ở Sài Gòn và được tàu hải quân hộ tống ra đến hải phận quốc tế. Người Việt đi ngả này phải mua lại giấy tờ tùy thân của người Hoa và học một ít tiếng Hán để lọt vòng kiểm tra.

Dù có cách ra đi "chính thức" trên tàu lớn tương đối an toàn, người vượt biên vẫn có thể gặp rủi ro. Con tàu Hải Hồng chở 2.500 người là một thí dụ. Tàu này rời Việt Nam vào tháng 11 năm 1978 đến được Malaysia nhưng không được cập bến nên phải đi tiếp 45 ngày trên biển. Những con tàu khác theo sau như tàu Huey Fong (3.318 người) đến Hồng Kông; tàu Tung An (2.300 người) đến Philippines, tàu Skyluck (3251 người) ghé Philippines rồi đến Hồng Kông, tàu Seng Choeng (1.433 người) đến Hồng Kông. Theo nhận xét quốc tế thì những chuyến tàu vượt biên chính thức này là một dạng xuất cảnh lấy lời với sự toa rập của Hoa kiều và nhà chức trách Việt Nam.
Nói chung những người tìm cách vượt biên thường phải chấp nhận rủi ro nếu muốn vượt biên chui. Một số người có tàu đánh cá hoặc có thể tổ chức cướp được tàu, ghe đã tổ chức móc nối nhiều người vượt biên ở quanh vùng và cả ở thành phố. Họ thường phải chuẩn bị thực phẩm, thuốc men và nhất là nước uống một cách kín đáo để đem lên tàu lúc thuận tiện. Tại Sài Gòn, chợ Dân Sinh là nơi thuyền nhân có thể trang bị những vật dụng cần thiết như la bàn trước khi lên đường.

## Rủi ro
| Số liệu thuyền nhân đến Thái Lan bị hải tặc tấn công | Số liệu thuyền nhân đến Thái Lan bị hải tặc tấn công |
| Năm                                                  | Tỷ lệ                                                |
| ---------------------------------------------------- | ---------------------------------------------------- |
| 1981                                                 | 77%                                                  |
| 1982                                                 | 65%                                                  |
| 1983                                                 | 56%                                                  |

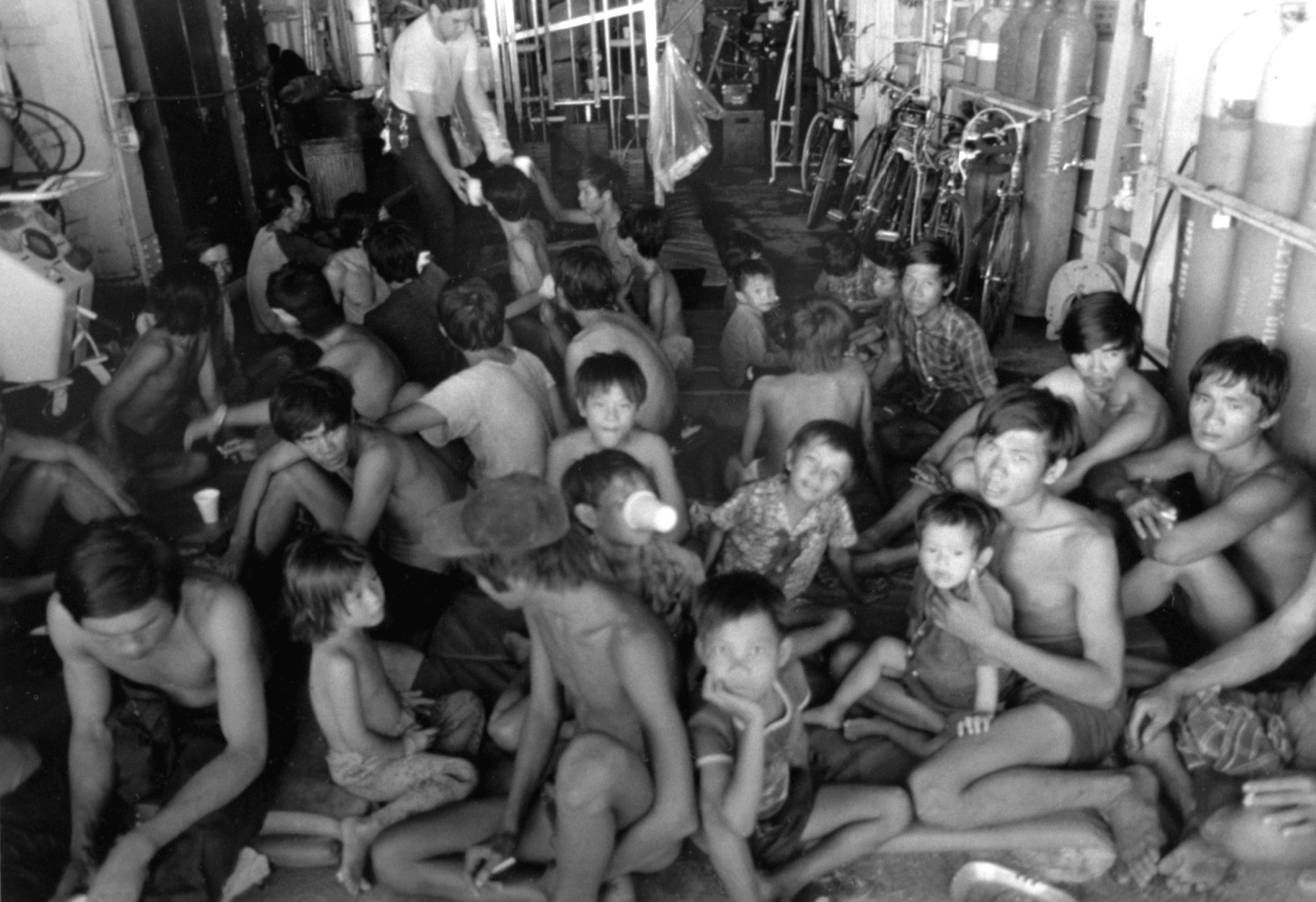
Thuyền nhân Việt Nam được nhân viên tàu USS Fox phát nước uống

Người tổ chức vượt biên và người vượt biên trái phép thường gặp nhiều rủi ro:
- Bị lừa: do việc tổ chức vượt biên bị pháp luật cấm, nếu bị lộ sẽ bị bắt giữ nên mọi người chỉ dám bàn bạc lén lút và khi bị lừa cũng không dám lộ chuyện bị lừa vì sợ ở tù, vì vậy một số người đã tổ chức lừa đảo lấy tiền, vàng.
- Bị lộ: việc rủ người có tiền đi theo dễ làm lộ chuyện, cũng như khâu chuẩn bị nhiên liệu, thực phẩm, máy nổ dự phòng, thuê tài công hoặc bị lộ vì tuần phòng hoặc khi ra cửa biển.
- Bị bão, bị chết máy, bị đi lạc, bị hải tặc Thái Lan cướp, hãm hiếp, quăng xuống biển, chết vì đói khát, bệnh tật. Trong một số trường hợp có người buộc phải ăn thịt người chết do tàu bị hết lương thực.[26]
- Cuộc sống thiếu thốn, bệnh tật, nhất là sốt rét ở các trại tị nạn, điển hình là ở Malaysia.[27]

Một số thuyền nhân được các tàu khác (trong số đó có Hải quân Mỹ) cứu vớt; một số khác đến được các đảo trong Biển Đông xung quanh Việt Nam; một số bị thiệt mạng trên biển, nhiều người bị hải tặc cướp bóc trước khi được cứu trợ. Cao ủy Tị nạn Liên Hợp Quốc đã thiết lập một số trại tạm cư dành cho người vượt biển ở những nước lân cận và đã nhận được giải Nobel Hòa bình năm 1981, một phần là vì những hoạt động này.  Đã có những tượng đài được dựng lên để tưởng nhớ đến những thuyền nhân bị thiệt mạng trong các cuộc vượt biên, như ở Pulau Bidong (Malaysia), Pulau Galang (Indonesia).
Cao ủy Liên Hợp Quốc về người tị nạn ước tính có từ 200.000 đến 400.000 thuyền nhân chết trên biển do mọi nguyên nhân (bệnh tật, tai nạn, bão tố, gặp hải tặc...) Những ước tính khác cho rằng có từ 10 đến 70 phần trăm thuyền nhân chết trên biển do mọi nguyên nhân.
Hai thập kỷ sau khi những người Việt Nam đầu tiên được đưa từ Hồng Kông đến một trung tâm tiếp nhận tại Hampshire, Anh, 27.000 người cộng đồng người Việt ở đây rơi vào cuộc sống khủng hoảng, chủ yếu là người nghèo nông thôn phía Bắc. Một cuộc điều tra của nhật báo Anh The Independent cho biết hơn 50% người lớn thất nghiệp và nhiều gia đình sống trong cảnh nghèo đói kinh niên. Ít nhất 400 người Việt Nam tại Luân Đôn được điều trị nghiện heroin hoặc crack cocaine, bệnh tâm thần bao gồm tâm thần phân liệt và trầm cảm ở gấp đôi mức trung bình. Vấn nạn nghiện ma tuý đã có mầm mống từ thời họ còn ở các trại tạm cư ở Hồng Kông. Cảnh sát đang quan tâm đến sự tham gia ngày càng tăng của nam giới trẻ Việt Nam trong vấn đề tội phạm có tổ chức. Các dịch vụ hỗ trợ được đánh giá là thiếu trầm trọng. Giám đốc điều hành của Hội đồng người tị nạn ở Anh cho biết: "Những người tị nạn Việt Nam đến đây đã bị phản bội. Chúng tôi đã đề nghị đưa họ đến đây và họ đã bị bỏ rơi." Nhiều người tị nạn đã chuyển sang làm tội phạm vì những khó khăn ngôn ngữ và thiếu các kỹ năng liên quan làm cho họ gần như thất nghiệp.
Đại sứ Nguyễn Khắc Huỳnh, thành viên phái đoàn Việt Nam Dân chủ Cộng hòa tại Hội nghị Paris trong hội thảo liên quan đến chiến tranh Việt Nam, tại Đại học Brown (Mỹ) phát biểu rằng phía Việt Nam sẵn sàng tiếp nhận lại những người bị từ chối nhập cư hoặc muốn quay về đất nước:
| “ | Đó (chuyện người Việt Nam vượt biên ra nước ngoài) là chuyện rất đáng tiếc. Về nguyên nhân thì thứ nhất là trong suốt thời gian chiến tranh, quân đội, các nhà chức trách Mỹ cũng như chính quyền Sài Gòn qua mấy đời tổng thống đều tuyên truyền nếu Việt Cộng về sẽ có nạn tắm máu. Sau 30/4/1975 nhiều người đã lo lắng chuyện "tắm máu" vì vậy việc đầu tiên họ tính là ra đi. Có mấy loại người ra đi: người thuộc chính quyền cũ, những người thấy làm ăn không thuận lợi, người giàu có và sau là những người sợ "tắm máu". Có một số người nữa thấy kinh tế Việt Nam đã nghèo lại còn bị chiến tranh tàn phá nên cũng kiếm đường ra đi. Một lý do nữa, chúng tôi chiến trận thì biết nhưng làm kinh tế chưa nắm được tình hình, chưa làm tốt, chưa đáp ứng được yêu cầu của người dân nên họ bỏ ra đi... Tôi cũng bổ sung thêm: Dù nguyên nhân gì và những người ra đi khỏi Việt Nam như thế nào, chúng tôi luôn luôn coi họ thuộc dân tộc Việt Nam và luôn luôn sẵn sàng mở cửa để ai về thăm, ai về nước, ai liên lạc lại, cả ba mức đó chúng tôi đều chấp nhận, mở cửa rộng rãi. | ” |

## Cứu trợ
Vì chuyến vượt biển đầy nguy hiểm làm xúc động nhiều người trên thế giới, một số tổ chức thiện nguyện đã ra tay phát động phong trào cứu trợ thuyền nhân. Từ cuối thập niên 1970 ở Pháp đã xuất hiện Un bateau pour le Vietnam (Ủy ban một con tàu cho Việt Nam) vận động việc cứu giúp. Hội Y sĩ không biên giới dưới sự lãnh đạo của bác sĩ Bernard Kouchner cho con tàu Île de Lumière đi vớt người lâm nạn. Con tàu này sau đó dùng làm tàu bệnh viện và nơi chữa trị cho 40.000 người Việt tị nạn bị giam ở đảo Pulau Bidong, Malaysia. Cũng hưởng ứng lời kêu gọi đó, năm 1979 ở Đức có Ein Schiff für Vietnam quyên góp để rồi cùng phối hợp với Cao ủy Tị nạn Liên Hợp Quốc, lần lượt cho ra khơi trên Biển Đông ba con tàu mang tên "Cap Anamur". Sự việc đó cũng dẫn đến việc hình thành tổ chức Cap Anamur, một đoàn thể thiện nguyện thường trực. Ở Bỉ thì có "Ủy ban Quốc tế Cứu trợ người Việt Tị nạn" được sử ủng hộ của hoàng gia Bỉ. Trong khi đó ở Hoa Kỳ thì chính cộng đồng người Việt tị nạn cũng đứng ra thành lập "Ủy ban Báo nguy giúp Người vượt biển" năm 1980 do tiến sĩ Nguyễn Hữu Xương làm chủ tịch để hợp tác với các tổ chức quốc tế khác. Kết quả là con tàu Jean Charcot được điều hành đi vớt thuyền nhân. Hội Y sĩ Thế giới (Medicins du Monde) thì điều động con tàu Akuna II ra khơi với nhiệm vụ cứu trợ.
Trong thập niên 1980–1990, Indonesia đã tiếp đón hàng trăm ngàn thuyền nhân vượt biển từ Việt Nam.

### Các trại tị nạn ở Đông Nam Á
| Phân bố thuyền nhân Việt Nam tị nạn ở các nước tạm cư | Phân bố thuyền nhân Việt Nam tị nạn ở các nước tạm cư | Phân bố thuyền nhân Việt Nam tị nạn ở các nước tạm cư |
| Quốc gia                                              | số lượng                                              | %                                                     |
| ----------------------------------------------------- | ----------------------------------------------------- | ----------------------------------------------------- |
| Malaysia                                              | 254.495                                               | 32                                                    |
| Hồng Kông                                             | 195.833                                               | 24,6                                                  |
| Indonesia                                             | 121.708                                               | 15,3                                                  |
| Thái Lan                                              | 117.321                                               | 14,7                                                  |
| Philippines                                           | 51.722                                                | 6,5                                                   |
| Singapore                                             | 32.457                                                | 4,1                                                   |
| Nhật Bản                                              | 11.071                                                | 1,4                                                   |
| Macao                                                 | 7.128                                                 | 0,9                                                   |
| Nam Hàn                                               | 1.348                                                 |                                                       |
| Các nước khác                                         | 3.227                                                 |                                                       |

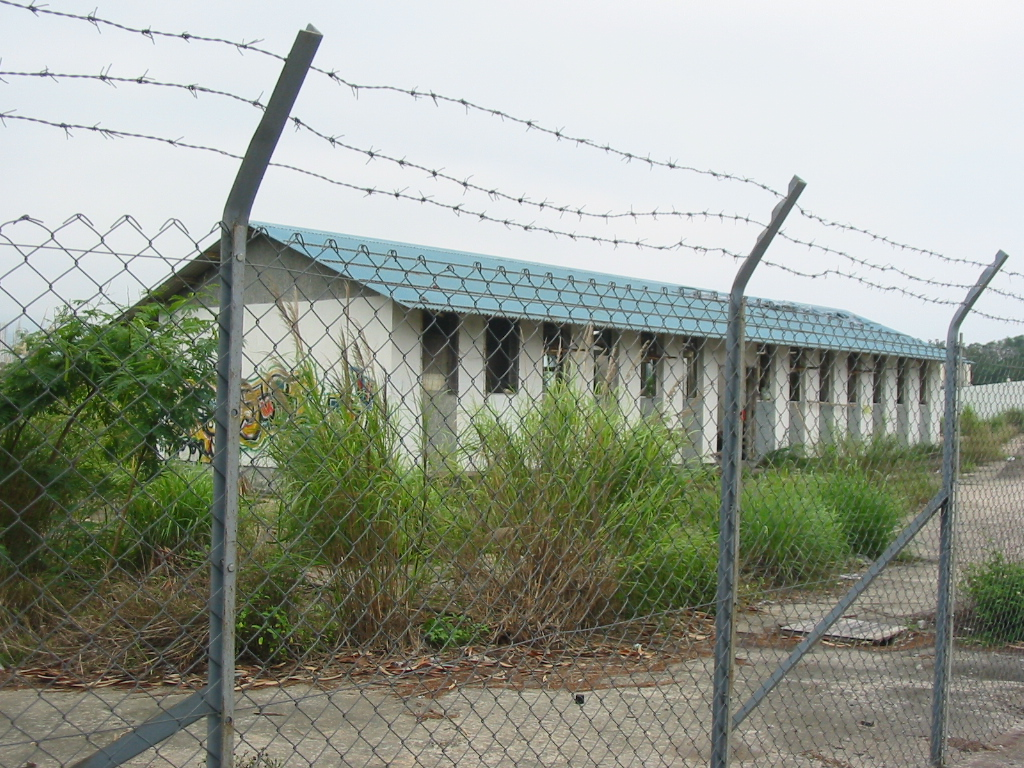
Trại Whitehead ở Hương Cảng

Một số vùng có đông người vượt biên đã được Liên Hợp Quốc hoặc nước sở tại lập các khu trại tạm cư để cho người vượt biên tạm trú trong thời gian chờ ra đi đến nước thứ ba.
- Hồng Kông: tất cả trại đóng cửa năm 2000[43], Achau, Argyle Street, Chimawan, Green Island, Heilingchau, High Island, Shek Kong, White Head, Tuen Mun (trại mở), Pillar Point (trại mở).
- Indonesia: đảo Galang, Kuku.
- Malaysia: Bidong (Pulau Bidong),[44] Sungei Besi.
- Philippines: Bataan, Palawan.
- Thái Lan: Banthad, Leam Sing, Phanat Nikhom,[45] Sikiw, Site 1, Site 2, Songkhla.[44]

### Nhập cư và từ chối nhập cư
Từ tháng 7 năm 1979 đến tháng 7 năm 1982, hơn 20 nước dẫn đầu là Mỹ, Úc, Pháp và Canada cho phép 623.800 người tị nạn Đông Dương nhập cư vào nước mình. Trong giai đoạn 1975–1995 có 796.310 thuyền nhân Việt Nam trong đó có 754.842 người được định cư tại các nước.
Sau 1992, những người nhập cảnh trái phép vào nước Úc được xếp dạng di dân bất hợp pháp và đều bị giam trong các trại giam di dân theo một tu chính của Đạo luật Di trú 1985. Dư luận Úc có nhiều thay đổi trong thời gian dài về vấn đề thuyền nhân. Cuối thập niên 1970, có 20–32% không muốn ai được ở lại. Đến năm 1993, con số này tăng lên 44%, với 46% ủng hộ việc giam giữ bắt buộc những người nhập cảnh trái phép. Năm 2001, 71% đồng ý chính sách giam giữ trong thời gian xét đơn tị nạn. Đến giữa năm 2011, hơn 100 người Việt Nam vẫn còn bị giam trong các trại này.
Có 109.000 người rút cuộc phải trở về Việt Nam vì không được nước nào nhận đi định cư. Đối với Hoa Kỳ thì những người xuất phát từ miền Bắc Việt Nam vốn không có liên hệ gì với chính phủ Việt Nam Cộng hòa thì không được nhập cư. Đa số người bị gửi về là từ miền Bắc vì không đạt tiêu chuẩn tị nạn. Theo ký kết giữa Việt Nam cùng các nước trong vùng và UNHCR thì mỗi người về được cấp 240 USD và chính quyền Việt Nam hứa sẽ không ngược đãi họ.
Quy chế tị nạn cho người Việt vượt biên chấm dứt năm 2005 khi Malaysia ép hồi hương nhóm thuyền nhân cuối cùng trong trại.

## Kỷ niệm

### Bia tưởng niệm

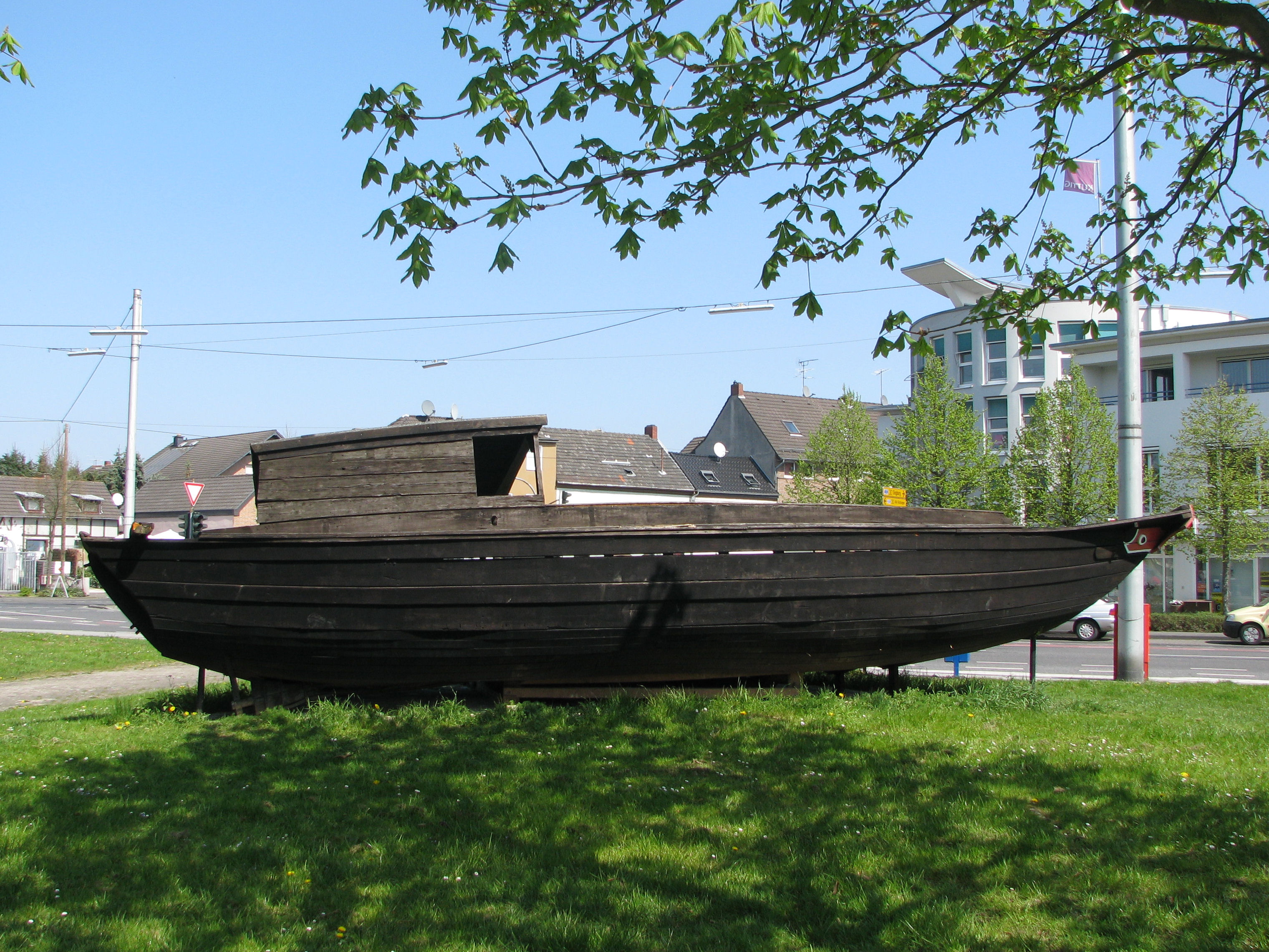
Một chiếc thuyền vượt biển của thuyền nhân, được Cap Anamur cứu hộ vào tháng 4 năm 1984, được đem về đặt tại Troisdorf, làm đài kỷ niệm năm 2007

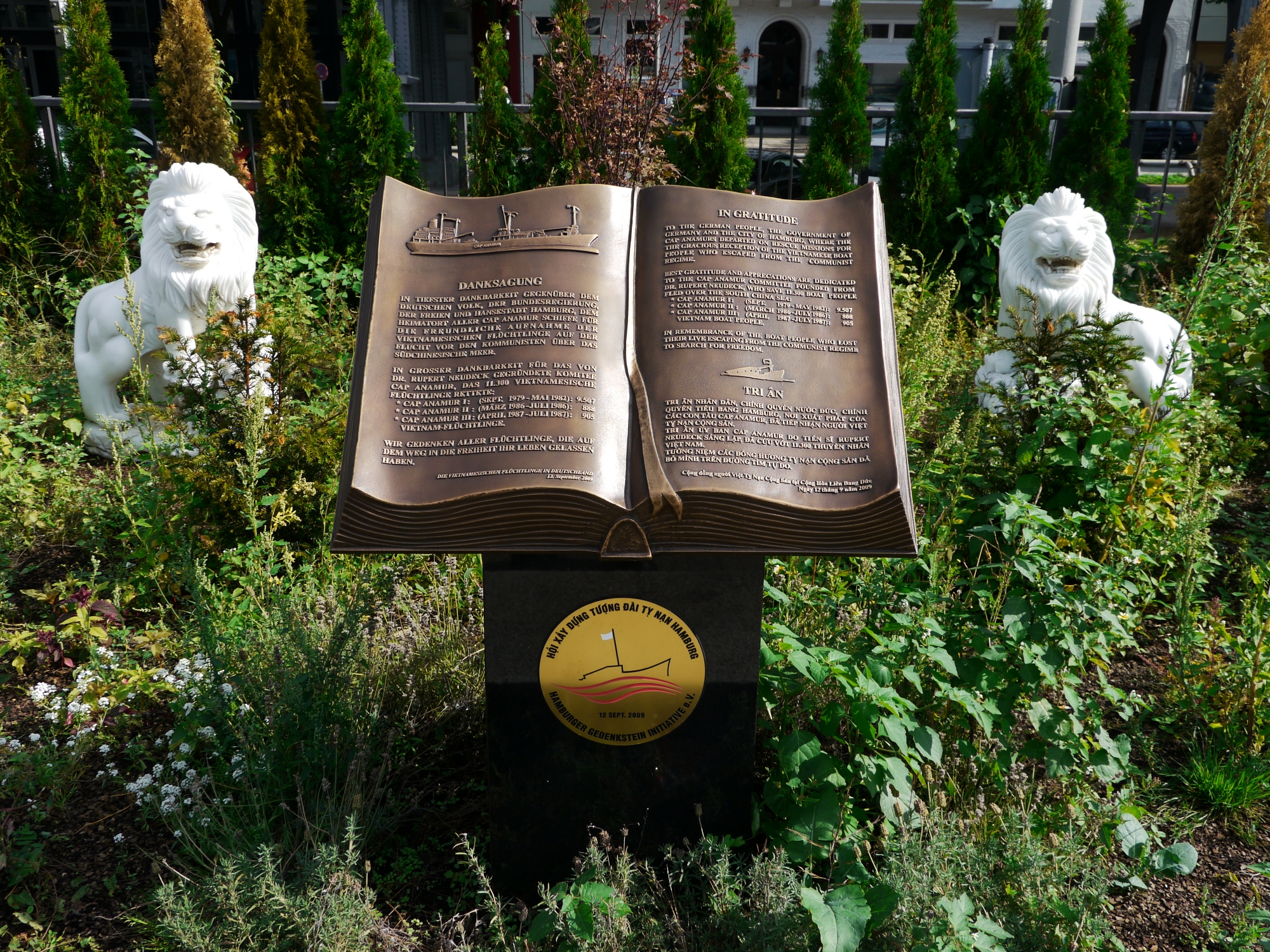
Bia bằng đồng tri ân nước định cư và kỷ niệm thuyền nhân, dựng ở Hamburg, Đức năm 2009

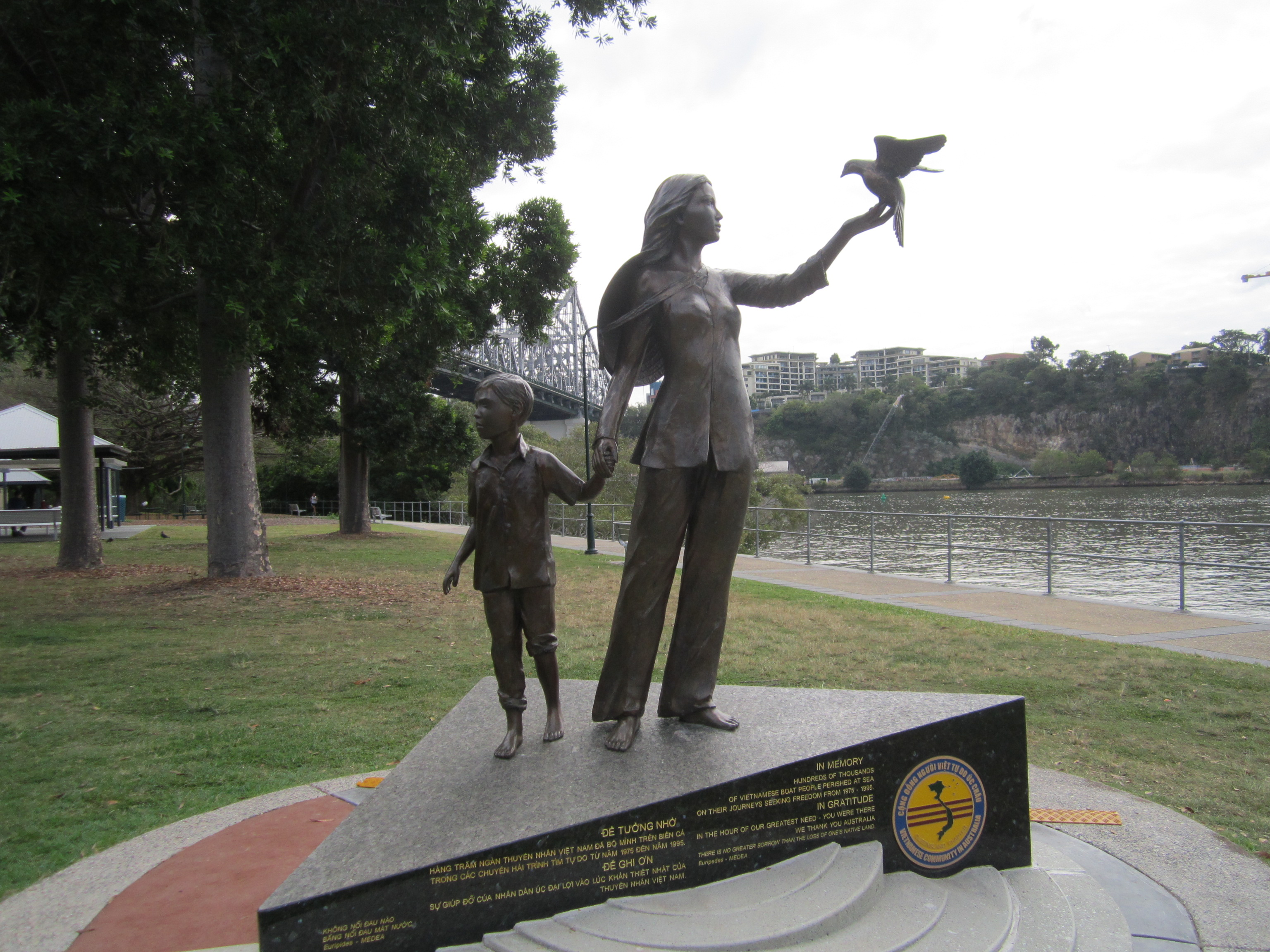
Đài tưởng niệm Thuyền nhân Việt Nam tại Brisbane, Queensland. Úc

Vào năm 2005, ba mươi năm sau khi cuộc Chiến tranh Việt Nam kết thúc và đợt sóng người Việt đầu tiên bỏ nước ra đi bằng thuyền, một số người trong cộng đồng người Việt hải ngoại tổ chức dựng bia tưởng niệm thuyền nhân tại hai địa điểm quan trọng trên chặng hành trình của nhiều thuyền nhân. Tại Pulau Bidong (tháng 3 năm 2005) thuộc Malaysia và Galang trên đảo Batam, thuộc Indonesia, hai nơi tạm trú của người đến từ Việt Nam trong khi chờ đợi giấy phép tái định cư tại một nước thứ ba họ cho dựng hai tấm bia với dòng chữ song ngữ Việt–Anh:
Tưởng niệm hàng trăm ngàn người Việt đã bỏ mình trên con đường đi tìm Tự do (1975–1996). Dù họ chết vì đói khát, vì bị hãm hiếp, vì kiệt sức hay vì bất cứ lý do nào khác, chúng ta thảy đều cầu nguyện để họ được yên nghỉ dài lâu. Sự hy sinh của họ sẽ không bao giờ bị lãng quên.
Tuy nhiên đến tháng 5 năm 2005 thì bia ở Galang bị phá dỡ. Vào tháng 11 thì bia ở Bidong cũng bị dỡ đi. Hai hành động này của Malaysia và Indonesia được cho là vì áp lực ngoại giao từ phía Việt Nam do bất bình với ý nghĩa câu chữ trên văn bia.
Vì những nguy hiểm và không ít người thiệt mạng trên hành trình vượt biển khỏi Việt Nam, một phong trào nổi lên tại hoải ngoại dựng bia tưởng niệm diễn ra số địa điểm khác. Trong số đó có:
1. Thị xã Grand-Saconnex, Thụy Sĩ (tháng 2 năm 2006)[52]
2. Thành phố Santa Ana, California, Hoa Kỳ (tháng 2 năm 2006)[53]
3. Liège, Bỉ (tháng 7 năm 2006)[54]
4. Hamburg, Đức (tháng 10 năm 2006)[55]
5. Troisdorf, Đức (tháng 5 năm 2007)[56][57]
6. Footscray (công viên Jensen Reserve thuộc Melbourne), Úc (tháng 6 năm 2008)[58]
7. Bagneux, Pháp (tháng 11 năm 2008) [59][60]
8. Westminster, California (tháng 4 năm 2009)[61][62][63]
9. Cảng Landungsbruecken (Hamburg), Đức (tháng 9 năm 2009).[64][65]
10. Đảo Galang, Indonesia (đã bị phá huỷ)
11. Đảo Bidong, Malaysia (đã bị phá huỷ)
12. Washington, Hoa Kỳ.
13. Genève, Thuỵ Sĩ
14. Pháp: Bùng binh "Rond point Saigon", ngã tư thông lộ André Malraux và đại lộ des Genêts thuộc xã Bussy-Saint-Georges, thị trấn Marne-la-Vallée (12 tháng 9 năm 2010).[66] Tượng đài này có bốn mục đích: 1) Tưởng niệm người tị nạn thuyền nhân Việt Nam 2) Tri ân nước Pháp 3) Ghi ơn bậc phụ huynh 4) Vinh danh đóng góp của người Pháp gốc Việt. Đây là bức tượng bằng đồng do điêu khắc gia Vũ Đình Lâm thực hiện.[67]
15. Bỉ: Parc du Foyer Européen, Rue de la Traversière, Saint-Josse-ten-Noode (2 Tháng Mười, 2010).[68]
16. Bankstown, NSW, Úc (tháng 11 năm 2011) ở Saigon Place.[69] Đây là bức tượng bằng đồngnặng hơn ba tấn do điêu khắc gia Terrence Plowright thực hiện.
17. Năm 2011 chính quyền địa phương Tarempa thuộc quần đảo Anambas, Indonesia đã khởi công trên đảo Kuku xây tượng đài tưởng niệm thuyền nhân Việt Nam với dòng chữ "In Memory of the Refugees Who Died in Anambas, Indonesia, 1979–1986." Dự án sẽ khánh thành năm 2012.[70]
18. Brisbane, Queensland, Úc (2 tháng 12 năm 2012) trong công viên Captain Burke, do Phillip Piperides thực hiện.[71]
19. Perth, Western Australia, Úc (1 tháng 11 năm 2013) trong công viên Wade Street Reserve. Tượng đài cao 5,5 mét của điêu khắc gia Coral Lowry.[72]

### Ngày kỷ niệm ở Westminster
Ngày 12 tháng 8 năm 2009 Hội đồng thành phố Westminster, CA, thông qua nghị quyết 4257 công nhận ngày thứ bảy cuối cùng mỗi tháng 4 sẽ là "Ngày Thuyền nhân Việt Nam".

### Các Viện bảo tàng
Ở Sydney, Úc, tại Viện Bảo tàng Hàng hải Quốc gia Úc (Australian National Maritime Museum) hiện lưu trữ một số hiện vật của con thuyền Tự do do một gia đình thuyền nhân Việt Nam đi chuyến hải hành vượt biên hơn 6.000 km từ Việt Nam để cập bến ở Darwin (Úc) năm 1977. Con thuyền này được chính phủ Úc mua lại năm 1990 đem trùng tu và trưng bày ở bảo tàng viện.
Thành phố Rennes, vùng Bretagne ở Pháp vào tháng 4 năm 2010 đã mở cuộc triển lãm một số di vật và hình ảnh thu thập được về hành trình vượt biên của người ị nạn Việt Nam trong đó có một con thuyền chở 86 người đang trôi trên biển.
Cộng đồng người gốc Việt ở Mỹ với sự giúp đỡ của chính quyền địa phương ở California đã thành lập Viện Bảo tàng Người Việt ở San Jose, California. Cơ quan đó đang thu thập và lưu trữ nhiều hiện vật và tài liệu về Thuyền nhân Việt Nam.
Tại Morong, Bataan, Philippines năm 2013 chính quyền địa phương lập nhà Bảo tàng Thuyền nhân (Boat People Museum). Nơi đây một thời là trại tạm trú và cơ sở chuyển tiếp cho 400.000 người tị nạn Đông Dương, đa số là người Việt trên đường đi định cư ở Tây phương từ năm 1980 đến 1994. Nhà bảo tàng này đã thu thập nhiều hiện vật trong đó có một con thuyền gỗ và đã dựng lại một số công trình như chùa, nhà thờ và thánh thất mà người tị nạn dựng lên ở đây trong khi chờ đợi định cư. Ngày 4 Tháng Tám, 2016 Tổ chức Văn khố Việt Nam hoàn tất việc trùng tu nghĩa trang năm nghìn mét vuông của người Việt, trồng lại bia, xây lại cổng và nhà nguyện.